# Konflikten i Nordirland
Konflikten i Nordirland (på engelsk kendt som The Troubles) var en konflikt mellem protestanter og katolikker i Nordirland. Konflikten varede fra 1968 til 1998 og gik ud på, om Nordirland skulle være en del af Republikken Irland eller Storbritannien. Den blev afsluttet med indgåelsen af Belfastaftalen 10. april 1998.

## Baggrunden for konflikten i Nordirland
Konflikten i Nordirland tog sin begyndelse, da Storbritannien sendte soldater til Nordirland i 1969, men baggrunden for konflikten går helt tilbage til 1169. I 1169 besætter den engelske konge, Henrik den 2. Irland, fordi han vil hjælpe paven med at gøre irerne kristne. Der var bred opbakning fra englænderne, da der var kampagner i England, som sagde, at irerne var vilde og afgudsdyrkere. Erobringen blev en delvis succes. En del af erobrerne bosatte sig i Irland og giftede sig ind i irske familier. Den engelske konge kunne ikke bevare herredømmet over erobrerne, fordi de levede deres eget liv på deres borge og havde magten over hver deres område. Disse mennesker blev kaldt "The Old English", de var hadet af irerne og mistroet af englænderne.
I perioden 1529-36 blev reformationen ved lov indført i England. I 1536-37 blev lignende love også vedtaget i Irland af et parlament sammensat af Henrik den 8. Men reformation blev hypotetisk, fordi den katolske tro forblev irernes samlingspunkt. Det var den blevet, efter at de lidt efter lidt blev nedkæmpet af englænderne, og troen udgjorde den fælles front mod de protestantiske englændere. "At være irer var at være katolik. At være englænder var at være protestant". 
Irland blev angrebet utallige gange af engelske styrker op gennem 1500- og 1600-tallet både under Henrik d. 8., Elizabeth d. 1. og Oliver Cromwell. I 1607 flygtede de to største jarler i Ulster fra deres jorder. Det blev startskuddet for englænderne til at beslaglægge og sælge irske jorder til englændere og skotter. Tanken var, at Irland skulle bebos af engelske bønder og godsejere, men de engelske jordbesiddere foretrak billig, irsk arbejdskraft. Det er en af grundene til, at den engelske kolonisation mislykkedes. 
I 1652 vedtog man "Act of Settlement", der gav protestanterne 3/4 af Irland, mens den sidste 1/4 blev afsat som reservat til de irere, der nægtede at afsværge deres tro.
Englænderne betragtede irerne som undermennesker, og de gik i visse tilfælde så vidt som at sælge dem til slavearbejde i Vestindien. Irerne blev holdt uden for politisk og økonomisk indflydelse ved hjælp af en række straffelove kaldet "The penal laws". De irske katolikker ejede kun 14% af jorden i Irland på det tidspunkt.
Protestanterne fik i 1782 gennemtrumfet dannelsen af et selvstændigt, irsk parlament, og 
i 1798 brød et oprør løs med Belfast som centrum, og med de revolutionære protestanter som hovedaktører. Oprøret var for England et tegn på foragt og manglende respekt for engelske værdier, og oprøret var slået ned i løbet af en måned. Dette førte til, at Det Irske Parlament afskaffedes, og i 1801 blev Irland gjort til en del af Storbritannien.
Der opstod forskellige hemmelige selskaber på begge sider af konflikten fra midten af 1700-tallet. 
- Protestanterne dannede "Orange-ordenen", "Oakboys" og "Hearts of Steel". Protestanterne kæmpede imod katolikker og katolsk indflydelse, blandt andet i form af undertrykkelse af irske bønder.
- Katolikkerne dannede blandt andet "Whiteboys" og "Ribbonmen". Katolikkerne kæmpede imod politiet og domstolene. De katolske hemmelige ordener greb til vold og terror for at beskytte sig mod de protestantiske magthavere i det irske samfund.

I 1820 var den irske statskirke protestantisk, og alle irere skulle betale 1/10 del af, hvad de tjente til den protestantiske kirke, men kun en 1/8 del af irerne var protestanter. Irland blev samtidig fattigere og fattigere. Dette førte til "Tiende-krigen" i 1830, hvor den irske befolkning greb til vold mod den engelske overmagt. Kirkeskatten blev sat ned efter krigen, og den irske kirke var statskirke indtil 1869.
Fra 1793 fik de velhavende katolikker stemmeret, men de kunne ikke vælges til parlamentet. Men i 1829 fik katolikkerne ret til at sidde i parlamentet, og samme år blev der valgt en katolik ind. Men samtidig med at katolikker fik ret til at sidde i parlamentet, blev antallet af stemmeberettigede katolikker reduceret fra 100.000 til 16.000.
Pga. et udbrud af kartoffelpest 1845-47 udbrød der hungersnød, som medførte, at mere end 800.000 mennesker døde af sult i perioden. Det førte til at mere end 6 millioner irere udvandrede til USA, Canada, Australien og England i årerne fra 1846 og 1921, fordi Irland var i en håbløs tilstand, både økonomisk, politisk og religiøst. Fra 1840-erne kom der engelske missionærer, med 300 års forsinkelse, til Irland og de forsøgte at gennemføre reformationen i Irland. Missionærerne havde midlerne og mulighederne for hjælpe irerne med akut nødhjælp, men de blev mødt med massiv modstand. 
De fattigste i Irland udvandrede eller døde af hungersnød, hvilket medførte en social opblomstring for de overlevende. Efterhånden begyndte katolikkerne at modtage økonomisk bistand fra udvandrerne, som satte dem i stand til at få mad, men også til at indkøbe våben til at forsvare sig med. 
Situationen var omkring år 1900, at Nordirlands protestanter (unionisterne), ønskede at forblive en del af Storbritannien, mens Nordirlands katolikker (republikanerne), ønskede et frit og selvstændigt Irland.

## Irland deles
I 1870'erne begyndte katolikkerne at arbejde for hjemmestyre i Irland. Protestanterne i Nordirland var meget imod, at Irland skulle have hjemmestyre. Hjemmestyret blev alligevel vedtaget i det britiske Underhus i 1912. Men det britiske Overhus havde mandat til at forsinke loven to år, og i den tid blev der samlet 250.000 underskrifter ind fra folk, der var imod hjemmestyret. Så kom 1. verdenskrig, og hjemmestyreplanerne lå stille.
Under 1. verdenskrig hjalp UVF (Ulster Volunteer Force, en nordirsk protestantisk gruppe) i krigen mod Tyskland. De Irske Frivillige hjalp også i krigen. Men en gruppe af De Irske Frivillige, kaldet Irish Republican Brotherhood (IRB), nægtede at hjælpe England. De ville i stedet udnytte krigen til at gøre Irland uafhængig, og det gjorde de 24. april 1916. Oprøret blev kaldt Påskeoprøret, fordi oprøret lå i påsken. Oprørerne fik kontrol over mange bygninger i Dublin og udråbte Irland som en selvstændig republik. Oprørerne kunne kun holde stand mod britiske tropper i 6 dage, fordi oprørernes våben aldrig nåede frem, da de var beslaglagt af engelske tropper. Derudover rejste den irske befolkning sig ikke, som planlagt, og derfor var oprørerne en minoritet i forhold til de engelske soldater. 15 ledere af oprøret blev henrettet, og mange kom i fængsel bl.a. Michael Collins, som senere var med til at stifte IRA (Irish Republican Army)
I 1918 var opbakningen til Sinn Féin så stor, at det fik 70 % af stemmerne i de katolske dele af Irland. Parlamentsmedlemmerne valgte ikke at sidde i parlamentet i London, men de dannede deres eget parlament ved navn Dail Eireann. De erklærede Irland for en selvstændig republik. Der var stor modstand fra protestanterne i Nordirland, og de blev hjulpet af engelsk politi og militær. I årene 1919 til 1921 var der en krig mellem de katolske irere (IRA, som før hed De Irske Frivillige), og englænderne, som kæmpede sammen med de protestantiske nordirere. IRA foretog mest snigmord og bagholdsangreb, mens de britiske tropper afbrændte huse og dræbte tilfældige. Der blev dræbt mere end 750 mennesker i den krig. Krigen blev kaldt "den irske uafhængighedskrig" og førte til adskillelse af Irland fra Storbritannien 1922. Briterne delte Irland, dels fordi den britiske hær var meget svækket, og dels fordi de ikke kunne slippe hele Irland og dermed tabe ansigt.
England lavede en traktat, så Irland kom til at bestå af 26 grevskaber og Nordirland af 6 grevskaber. Ifølge traktaten skulle de to stater have et parlament hver. I Nordirland blev der oprettet et parlament,  Stormont-parlamentet, allerede i 1921. Men i Irland førte traktaten til borgerkrig mellem modstandere af traktaten (mest IRAs medlemmer) og resten af irerne, fordi modstanderne af traktaten ikke ville aflægge troskabsed til den britiske konge. Borgerkrigen sluttede i 1923, da traktatmodstanderne opgav kampen. Den kostede 4000 mennesker livet.
Efter at det Nordirske parlament blev oprettet , var der meget stor undertrykkelse af katolikker i Nordirland. Det skete blandt andet ved, at katolikkernes huse blev brændt ned af protestanter, og mange måtte forlade arbejdet på grund af fjendtlige, protestantiske kollegaer. På samme tid påbegyndte IRA en serie kidnapninger, baghold, snigmord og bombeattentater i Nordirland for at frigøre hele Irland fra det britiske styre. Storbritannien og Nordirland svarede igen med en væbnet politistyrke, der blev kaldet B-specials.
Under 2. verdenskrig tilbød den engelske regering, at Irland kunne blive forenet, til gengæld for at engelske krigsskibe kunne lægge til i irske havne. Men Irland forholdt sig neutral, mens Nordirland hjalp briterne, og pga. det blev Belfast bombet af tyskerne. I 1949 blev Irland til republikken Irland og blev dermed helt selvstændig. Nordirland blev yderligere knyttet til Storbritannien. Efter 2. verdenskrig kunne de katolske nordirere få en bedre uddannelse og komme på universitetet. I 1960'erne demonstrerede USA mod racisme, og resten af verden fik øjnene op for problemerne i USA. Derfor begyndte nordirere også at demonstrere for at få bedre borgerrettigheder; det gjaldt både katolikker og protestanter.

## The Troubles
The Troubles var en betegnelse for konflikten i Nordirland, der begyndte i slutningen af 1960'erne. Konflikten startede, fordi protestantiske demonstranter efter deres demonstrationer begyndte at angribe de katolske kvarterer i Belfast og Londonderry. Derfor genopstod organisationen Irish Republican Army (IRA), som begyndte at beskytte katolikkerne, men IRA og Sinn Féin begyndte også at stille krav til Storbritannien. Kravene gik ud på, at Nordirland i stedet for at være en del af Storbritannien skulle være en del af Irland. Demonstrationerne blev til borgerkrig.
Efter at der kom splid mellem protestanter og katolikker, sendte Storbritannien soldater til Nordirland. IRA begyndte at lave flere aktioner, og derfor skruede de britiske soldater bissen på og lavede brutale husundersøgelser i de katolske bydele. Men de britiske soldater lavede ikke de samme undersøgelser i de protestantiske kvarterer, hvor protestantiske terrorister skjulte sig. Dette fik katolikkerne til at føle sig undertrykte af de britiske soldater, og derfor var der mange unge katolikker ,der sluttede sig til IRA.
Den 30. januar 1972 deltog 10.000 mennesker i en protestantisk borgerretsmarch i Londonderry. Der brød uroligheder ud mellem protestanter og katolikker, da demonstrationen nåede til det katolske kvarter. De britiske soldater skød mod katolikkerne. 13 blev dræbt og 17 såret, og en af de sårede døde senere af sine sår. Alle de sårede og dræbte var enten skudt i hovedet eller brystet, hvilket beviser, at det ikke var tilfældigt skyderi, som den britiske regering ellers havde fastholdt indtil 1998. Efterfølgende retfærdiggjorde disse mord IRAs terroraktioner, mente de selv. Denne dag blev efterfølgende kaldt bloody Sunday.
Major Hubert O'Neill (retsmediciner) udtalte d. 21 august 1973
"Denne søndag blev kendt som "Den blodige søndag", og den var i sandhed blodig. Det var fuldstændig unødvendigt. Det forekommer mig, at hæren gik amok den dag og ikke tænkte over, hvad den foretog sig. Man skød uskyldige mennesker. Og selvom disse mennesker deltog i en demonstration, der var blevet erklæret ikke-lovlig, så retfærdiggør det ikke, at tropperne blev sat ind lige så lidt som deres skyderi. Jeg vil uden at tøve sige, at det var rent og skært myrderi. Det var mord."
IRA lavede som sagt en del aktioner, og forskellige protestantiske terrorgrupper lavede aktioner mod IRA. Volden blev hurtigt stigende, og mange civile mistede livet, når disse grupper kæmpede. Situationen kunne ikke fortsætte på den måde; derfor besluttede den engelske regering i 1972 at opløse det nordirske parlament (Stormont). Det politiske ansvar blev i stedet for flyttet til England – og det gjorde at Nordirland tog et tilbage skridt ved at overlade styringen til det protestantiske England. Dermed ville katolikker i Nordirland, og almindelige borgere ikke selv have retten til at bestemme over deres land. Konflikten havde varet så længe, og parterne var så uenige, at det var umuligt at lave fredsforhandlinger mellem dem.

### Sunday, bloody Sunday
På U2-albummet "War" der udkom i 1983, er det første nummer "Sunday, Bloody Sunday". Den handler om, at man ønsker at Bloody Sunday ikke var sket og den handler om død og ødelæggelse. Den handler også om, at volden kun lige er begyndt, om at millioner vil græde pga. det, der er sket.
Andre musikere som John Lennon og det irske band The Wolfe Tones har også lavet sange om Bloody Sunday.

## Fredsforhandlinger
I 1994 erklærede IRA: ”Vi ophører med al terror.” Erklæringen kom efter pres fra borgerne i Nordirland. De var trætte af den terror, som kun førte til mere terror. Der var også pres fra den irske regering og fra IRAs eget parti Sinn Féin. Der var også pres fra irsk-amerikanere, som ikke længere ville støtte IRA med bomber og våben.
I 1996 sprængte IRA alligevel en bombe i London, og 2 mennesker døde. Året efter erklærede IRA igen våbenhvile. Tony Blair havde, lige siden han blev indsat som premierminister i foråret 1997, gjort meget for at løse den irske konflikt. Han inviterede som den første siden 1922 Sinn Féin til fredsforhandlinger. 
Men det var ikke kun Tony Blair, der gjorde noget for at løse konflikten. USA's præsident Bill Clinton gjorde meget for at stoppe konflikten. USA's daværende præsident George W. Bush gjorde også meget, men havde ikke konflikten i Irland så højt på dagsordenen som sin forgænger.
Den 22. maj 1998 stemte befolkningen i både Nordirland og Republikken Irland om den samlede fredsaftale, herunder også opgivelsen af Republikken Irlands territoriale krav på Nordirland. 71 % af Nordirerne stemte for fredsaftalen, men et stort mindretal af protestanterne i Nordirland stemte imod fredsaftalen. 94 % af Irland stemte for aftalen.
Både katolikker og protestanter er glade for aftalen, selvom nogle katolikker stadig gerne havde set et forenet Irland. Men Sinn Féins leder havde indset, at det var umuligt at få vedtaget en aftale om et forenet Irland i regionerne med protestantisk flertal. Alligevel sprængte IRA en bombe i Omagh, 29 mennesker døde og ca. 220 blev såret.
26. september 2005 meddelte IRA, at de havde ødelagt alle deres våbenlagre. Det var et stort skridt imod fred i Nordirland; det er det engelske og det irske parlament enige om. Parlamenterne håber på, at IRA's ødelæggelse af deres våben vil få andre grupper til at gøre det samme.

## Bøger
- R. G. Grant: Konflikten i Nordirland
- Kjartan Simonsen: Nordirland mellem terror og håb